# Конвенција о метру
Конвенција о метру (фр. Convention du Mètre), такође познат као Уговор о метру, је међународни уговор који су у Паризу потписали 20. маја 1875. године представници 17 земаља: Аргентине, Аустроугарске, Белгије, Бразила, Венецуеле, Данске, Италије, Немачке, Османског царства, Перуа, Португалије, Русије, Сједињених Америчких Држава, Уније Шведске и Норвешке, Француске, Швајцарске и Шпаније.
Споразумом је основан Међународни биро за тегове и мере (BIPM), међународна организација, под надлежношћу Генералне конференције за тегове и мере (CGPM) и под надзором Међународног комитета за тегове и мере (CIPM). Ове организације координирају међународну метрологију и развој међународно признатих система мерења.
Конвенција о метру успоставила је сталну организациону структуру за владе чланица како би деловале у заједничком договору по свим питањима која се односе на јединице мере. Управни органи BIPM-а су:
- Генерална конференција за тегове и мере (фр. Conférence générale des poids et mesures или CGPM) — пленарни орган BIPM-а који се састоји од делегата свих влада уговорница, и
- Међународни комитет за тегове и мере (фр. Comité international des poids et mesures или CIPM) — орган за управљање и надзор састављен од 18 истакнутих метролога из 18 различитих држава чланица

Седиште или секретаријат BIPM-а је у Сен Клуу, у Француској. Запошљава око 70 људи и домаћин је формалних састанака BIPM-а.
У почетку је делокруг Конвенције о метру покривао само јединице за масу и дужину. Године 1921, на шестом састанку CGPM-а, конвенција је измењена тако да се њен обим проширио на друге области физике. Године 1960, на једанаестом састанку CGPM-а, њен систем јединица је назван Међународни систем јединица (фр. Système international d'unités, скраћено СИ). 
Конвенција о метру предвиђа да само нације могу бити чланице BIPM-а. Године 1999, CGPM је створен у статусу придруженог члана, како би се омогућило државама које нису чланице и економским субјектима да учествују у неким активностима BIPM-а преко својих националних метролошких института (NMI).
CGPM је имала 64 члана и 37 сарадника, Ажурирано: 16. октобар 2024.
Чланство у CGPM-у захтева плаћање значајне чланарине. Заостајање у плаћању ових уплата током година довело је до искључења неких бивших чланова.

## Чланство
BIPM има две класе чланова – пуноправно чланство за оне државе које желе да учествују у активностима BIPM-а и придружено чланство за оне земље или економије које желе да учествују само у програму MRA. Придружени чланови имају статус посматрача на CGPM-у. Пошто све формалне везе између организација конвенције и националних влада обавља амбасадор државе чланице у Француској, имплицитно је да државе чланице морају имати дипломатске односе са Француском, иако су током оба светска рата нације које су биле у рату са Француском задржале своје чланство у CGPM-у. Уводном сесијом сваке CGPM конференције председава француски министар спољних послова, а наредним сесијама председава председник Француске академије наука.
Дана 20. маја 1875. године, представници седамнаест земаља које су присуствовале Конференцији о метру 1875. године потписали су Конвенцију о метру. У априлу 1884. године, Х. Џ. Чејни, чувар стандарда у Лондону, незванично је контактирао BIPM распитујући се да ли ће BIPM калибрисати неке стандарде метра који су произведени у Британији. Ол Џејкоб Брох, директор BIPM-а, одговорио је да није овлашћен да врши такве калибрације за државе које нису чланице. Британска влада је потписала конвенцију 17. септембра 1884. Овај број је порастао на 21 до 1900., 32 до 1950. године и 49 до 2001. Ажурирано: 16. октобар 2024., чланство Генералне конференције чинило је 64 државе чланице, 37 придружених држава и економија и четири међународне организације, како следи (са годином партнерства у заградама):

### Државе чланице
| Држава                    | Година чланства | Напомене |
| ------------------------- | --------------- | --- |
| Аргентина                 | 1877            | |
| Аустралија                | 1947            | |
| Аустрија                  | 1875            | Прикључила се као Аустроугарска                                                                                         |
| Белгија                   | 1875            | |
| Белорусија                | 2020            | Белорусија је претходно била придружени члан од 2003.                                                                   |
| Бразил                    | 1921            | |
| Бугарска                  | 1911            | |
| Грчка                     | 2001            | |
| Данска                    | 1875            | |
| Египат                    | 1962            | |
| Еквадор                   | 2019            | Еквадор је раније био придружени члан од 2000.                                                                          |
| Естонија                  | 2021            | |
| Израел                    | 1985            | |
| Индија                    | 1957            | |
| Индонезија                | 1960            | |
| Ирак                      | 2013            | |
| Иран                      | 1975            | |
| Ирска                     | 1925            | Прикључила се као Ирска Слободна Држава                                                                                 |
| Италија                   | 1875            | |
| Јапан                     | 1885            | |
| Јужна Африка              | 1964            | |
| Јужна Кореја              | 1959            | |
| Казахстан                 | 2008            | |
| Канада                    | 1907            | |
| Кенија                    | 2010            | |
| Кина                      | 1977            | |
| Колумбија                 | 2013            | |
| Костарика                 | 2022            | |
| Литванија                 | 2015            | |
| Мађарска                  | 1925            | |
| Малезија                  | 2001            | |
| Мароко                    | 2019            | |
| Мексико                   | 1890            | |
| Немачка                   | 1875            | Прикључила се као Немачко царство                                                                                       |
| Нови Зеланд               | 1991            | |
| Норвешка                  | 1875            | Прикључила се као део Уније Шведске и Норвешке                                                                          |
| Пакистан                  | 1973            | |
| Пољска                    | 1925            | |
| Португалија               | 1876            | |
| Румунија                  | 1884            | |
| Русија                    | 1875            | Прикључила се као Руска Империја                                                                                        |
| Саудијска Арабија         | 2011            | |
| Сингапур                  | 1994            | |
| Сједињене Америчке Државе | 1878            | |
| Словачка                  | 1922            | Прикључила се као део Чехословачке                                                                                      |
| Словенија                 | 2016            | |
| Србија                    | 1879            | Прикључила се као Кнежевина Србија у 1879, као Краљевина Југославија у 1929, и као Савезна Република Југославија у 2001 |
| Тајланд                   | 1912            | |
| Тунис                     | 2012            | |
| Турска                    | 1875            | Прикључила се као Османско царство                                                                                      |
| Уједињени Арапски Емирати | 2015            | |
| Уједињено Краљевство      | 1884            | |
| Украјина                  | 2018            | |
| Уругвај                   | 1908            | |
| Финска                    | 1923            | |
| Француска                 | 1875            | |
| Холандија                 | 1929            | |
| Хрватска                  | 2008            | |
| Црна Гора                 | 2018            | |
| Чешка                     | 1922            | Прикључила се као део Чехословачке                                                                                      |
| Чиле                      | 1908            | |
| Швајцарска                | 1875            | |
| Шведска                   | 1875            | Прикључила се као део Уније Шведске и Норвешке                                                                          |
| Шпанија                   | 1875            | |

### Сарадници
На свом 21. састанку (октобар 1999), CGPM је створио категорију „придружених чланица“ за оне државе које још нису чланице BIPM-а и за привредни савез.
| Држава              | Година чланства | Напомене                                              |
| ------------------- | --------------- | ----------------------------------------------------- |
| Азербејџан          | 2015            |                                                       |
| Албанија            | 2007            |                                                       |
| Бангладеш           | 2010            |                                                       |
| Боливија            | 2008            |                                                       |
| Босна и Херцеговина | 2011            |                                                       |
| Боцвана             | 2012            |                                                       |
| Вијетнам            | 2003            |                                                       |
| Гана                | 2009            |                                                       |
| Грузија             | 2008            |                                                       |
| Етиопија            | 2018            |                                                       |
| Замбија             | 2010            |                                                       |
| Зимбабве            | 2010            | Суспендован током 1. јануара 2021 – 8. фебруара 2022  |
| Јамајка             | 2003            |                                                       |
| Камбоџа             | 2005            |                                                       |
| Карипска заједница  | 2005            |                                                       |
| Кинески Тајпеј      | 2002            |                                                       |
| Катар               | 2016            |                                                       |
| Куба                | 2000            | Суспендована током 1. јануара 2022 – 15. октобра 2024 |
| Кувајт              | 2018            |                                                       |
| Летонија            | 2001            |                                                       |
| Луксембург          | 2014            |                                                       |
| Малта               | 2001            |                                                       |
| Маурицијус          | 2010            |                                                       |
| Молдавија           | 2007            |                                                       |
| Монголија           | 2013            |                                                       |
| Намибија            | 2012            |                                                       |
| Оман                | 2012            |                                                       |
| Панама              | 2003            |                                                       |
| Парагвај            | 2009            |                                                       |
| Перу                | 2009            |                                                       |
| Северна Македонија  | 2006            | Прикључила се као Македонија                          |
| Сирија              | 2012            |                                                       |
| Танзанија           | 2018            |                                                       |
| Узбекистан          | 2018            |                                                       |
| Филипини            | 2002            |                                                       |
| Хонгконг            | 2000            |                                                       |
| Шри Ланка           | 2007            |                                                       |

### Међународне организације
Следеће међународне организације су потписале CIPM MRA:
- Међународна агенција за атомску енергију (МААЕ), Беч, Аустрија (1999)
- Институт за референтне материјале и мерења (IRMM), Гел, Белгија (1999)
- Светска метеоролошка организација (WMO), Женева, Швајцарска (2010)
- Европска свемирска агенција (ЕСА), Париз, Француска (2012)

### Бивше државе чланице
Следећи бивши чланови су искључени из организације због тога што нису исплатили заостале дугове током више година и због тога што нису обезбедили никакав план плаћања:
- Венецуела је била држава чланица од 1879. до 14. новембра 2018.[17]
- Доминиканска Република је била држава чланица од 1954.[18] до 31. децембра 2014.[19]
- Јемен је био придружени члан од 21. јула 2014. до 1. јануара 2018.[20]
- Камерун је био држава чланица од 1970.[18] до 22. октобра 2012.[21]
- Северна Кореја је била држава чланица од 1982.[22][18] до 2012.[16]
- Сејшели су били придружени члан од 10. септембра 2010. до 31. децембра 2021.[23]
- Судан је био придружени члан од 26. јуна 2014. до 31. децембра 2021.[24]